# Ignacy (Midić)
Ignacy, imię świeckie Dobrivoje Midić (ur. 17 października 1954 w Knez Selu) – serbski biskup prawosławny.

## Życiorys
Ukończył seminarium duchowne św. Sawy w Belgradzie w 1974, zaś w 1980 uzyskał dyplom Wydziału Teologicznego Uniwersytetu Belgradzkiego. Rok później z rekomendacji Synodu Biskupów wyjechał do Aten na studia doktoranckie. W stolicy Grecji studiował również filozofię oraz literaturę bizantyjską. W 1987 obronił pracę doktorską z teologii, która wzbudziła duże zainteresowanie wśród greckich teologów prawosławnych. W 1988 wrócił do Serbii, gdzie został z tytułem docenta wykładowcą etyki na wydziale teologii Uniwersytetu Belgradzkiego. Wielokrotnie uczestniczył w międzynarodowych konferencjach teologicznych, jest jednym z redaktorów pisma Teološki pogledi.
W tym samym roku został również wykładowcą teologii dogmatycznej. W 1991 złożył wieczyste śluby zakonne, następnie kolejno przyjmował święcenia diakońskie i kapłańskie. W 1994 otrzymał nominację na biskupa braniczewskiego, w tym samym roku miała miejsce jego chirotonia biskupia.